# Pavel Matvějevič Olchin

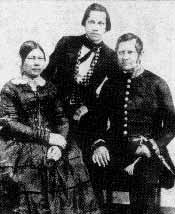
Pavel Olchin (uprostřed) s rodiči – Matvěj Dmitrievič a Anna Antonovna, 1851

Pavel Matvějevič Olchin (19. ledna 1830 Pejpija – 1. srpna 1915 Petrohrad) byl ruský popularizátor vědy a techniky, stenograf, redaktor a překladatel. Stenografická učebnice, kterou sestavil, se dočkala tří vydání.

## Životopis
Narodil se 19. ledna 1830 ve vesnici Pejpija Jamburgskovo ujezda v Petrohradské gubernii. Jeho otec byl Žid Matvěj Dmitrievič Olšvang (německy Olschwang; 1806–1853), rodák z Mitau a poté co byl pokřtěn pravoslavným obřadem, přijal příjmení Olchin. Byl známým knihkupcem a vydavatelem v Petrohradě, ale zkrachoval. Jeho matka Anna Katarina, rozená Poll (1810–1853), se narodila v Narvě ve švédsko-německé rodině.
Od pěti let studoval němčinu jako svůj mateřský jazyk. V roce 1836 začal studovat na Petrišule, kde se na středním stupni pod vedením vědce a popularizátora vědy Osipa Senkovského (a později A. V. Starčevského) zabýval překlady a psaním článků pro časopis Knihovna na čtení (Библиотека для чтения). Ve stejné době na škole B. S. Jacobiho zvládl specializaci galvanoplastiky. V letech 1850–1851 studoval na Petrohradské akademii umění jako architekt, ale z rodinných důvodů výuku přerušil.
V letech 1853–1858 studoval Olchin na lékařské a chirurgické akademii, vytvořil si blízký vztah k profesorům jako byli například N. N. Zinin, V. L. Gruber nebo P. J. Němměrt. Jeho přítelem byl chemik a skladatel Alexandr Porfirjevič Borodin. Během studia si přivydělával překladem lékařské literatury. Byl členem Ruské technické společnosti.
V roce 1860 vydavatel M. O. Wolf pozval Olchina, aby působil jako redaktor v novém časopisu Vokrug světa (Okolo světa) (1861–1868) a jeho příloze Příroda a geografie (1862–1867). Během těchto let žil Olchin a jeho rodina v Norimberku, kde se zabýval překlady a sestavováním článků pro časopis. Zvládl a přizpůsobil německý těsnopis ruskému jazyku podle Gabelsbergerovy metody. V roce 1864 se zúčastnil soutěže o zavedení těsnopisu v Rusku. Po schválení ministerstvem školství organizoval v Petrohradě stenografické kurzy (vedl je v letech 1865–1877).
Vášeň pro chemii a technologii vedla Olchina k profesionální práci ve fotografii, k těmto tématům napsal 8 knih a brožur.
V 80. letech 19. století jej napadla myšlenka vydávat v zemi první časopis věnovaný fotografii. Časopis se jmenoval Фотографический вестник (Fotografický věstník) a pojednával o metodách fotografování, zpracování fotografických materiálů, o teorii a praxi ve fotografii a další.
Zemřel 1. srpna 1915 v Petrohradě, bylo mu 85 let.

## Rodina
- Byl ženatý (od roku 1858) se Sofií Karlovnou, roz. Marcuse.
- Děti:
  - Elena Pavlovna (1859–1936), provdaná za německého občana Eduarda Wiesenthala, žila v Berlíně a poté v Petrohradě.
  - Konstantin Pavlovič (1862–1891), operní zpěvák, založil první divadelní operu v divadle v Saratově.
  - Alexander Pavlovič (1864–1931), absolvent Vojenské lékařské akademie, pracoval jako lékař.

## Zásluhy
- Řádný člen Společnosti pro přírodní vědy v Norimberku (186?)
- Člen Polytechnické společnosti v Petrohradě (1869, později – Ruská technická společnost), od roku 1906 – čestný člen.
- Řádný člen Ruské geografické společnosti (1901).
- Člen Společnosti Friedricha Fröbela (1871).